# Wilfrid Douglas Newton
Pour les articles homonymes, voir Newton.
Wilfrid Douglas Newton (9 septembre 1884 - 6 avril 1951) est un éditeur, critique littéraire, essayiste et romancier britannique, auteur notamment de plusieurs romans policiers et romans d'aventures.

## Biographie
Critique littéraire dans la presse britannique, il amorce sa carrière d'écrivain en 1914 et fait paraître quelques romans. Entre 1922 et 1948, il publie surtout des romans d'aventures et une dizaine de romans policiers qu'il signe parfois Douglas Newton. Ses premiers récits policiers développent souvent des intrigues sentimentales, alors que ceux parus pendant la Seconde Guerre mondiale lorgnent vers le roman d'espionnage. Double Crossed (1922), son premier roman policier, traduit en France sous le titre Chassé-croisé, se déroule à bord d'un paquebot en partance d'Angleterre pour la ville de Québec. Clément Seadon, un jeune homme d'affaires, doit tenter de se faire aimer d'une belle millionnaire afin de la sauver d'une machination ourdie par une bande de malfaiteurs. Une fois arrivée à destination, la jeune femme est enlevée. S'enclenche alors une folle poursuite où Seadon peut heureusement compter sur l'aide du policier québécois Gatineau pour déjouer les kidnappeurs et venir à bout de leur organisation criminelle.
Wilfrid Douglas Newton laisse également quelques essais sur la famille royale britannique et sur Londres.

## Œuvre

### Romans
- The North Afire (1914)
- War (1914)
- The War Cache (1918) Publié en français sous le titre La Cachette, ou le Secret de Brandt l'espion, Paris, A. Dernée, 1925
- Over the Top (1917)
- Phillip and the Flappers (1918)
- Green Ladies (1919)
- Low Ceilings (1921)
- Double Crossed (1922) Publié en français sous le titre Chassé-croisé, Paris, Librairie des Champs-Élysées, Le Masque no 77, 1931
- Marie Vee (1924)
- Sookey (1925)
- The Brute (1928)
- Eyes of Men (1928)
- The Jade-Green Garter (1929)
- The Golden Cat (1930)
- Dr Odin (1933)
- The Lover Who Lost Himself (1933)
- The Red Judas (1934)
- The Witch of Nun (1936)
- I, Savaran! Prince of Adventurers (1937)
- Dark Pathway (1938)
- Infinite Morning (1938)
- Savaran and the Great Sand (1939)
- Falcon of the Foreign Office (1940)
- Black Finger (1940)
- The Black Fear (1941)
- The Crime Specialist (1942)
- The Sixth Director (1943)
- Laughing Gangster (1948)
- Marked Woman (1949)

### Recueils de nouvelles
- Battle, and Other Stories (1915)
- Of Six Suspects (1944)
- The Beggar, and Other Stories (1947)

### Essais
- The Undying Story (1916)
- Westward with the Prince of Wales (1920)
- Across Canada with the Prince (1920)
- Catholic London (1950)
- London West of the Bars (1951)
- Christian Counter-Attack. Europe's churches against Nazism (1943), en collaboration
- Wife, Mother and Mystic-Blessed Anna-Maria Taigi (1952)

## Source
- Jacques Baudou et Jean-Jacques Schleret, Le Vrai Visage du Masque, vol. 1, Paris, Futuropolis, 1984, 476 p. (OCLC 311506692), p. 319-320.